# 德蘭西街 (曼哈頓)

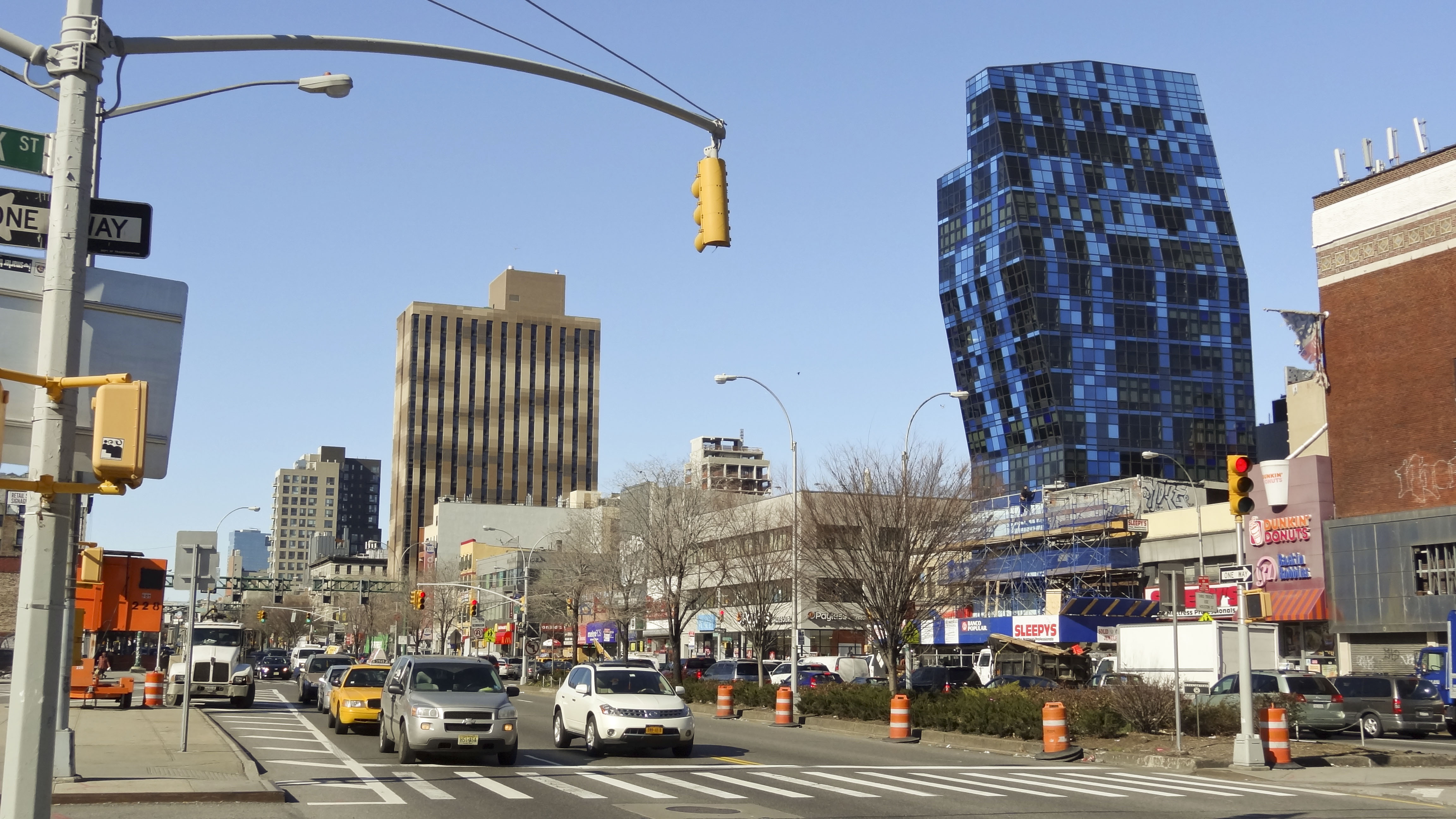
由薩福克街（Suffolk Street）西北望德蘭西街和藍色公寓 (曼哈頓)

德蘭西街，另譯地蘭西街，是美國紐約州紐約市曼哈頓下東區的一條主要街道，東西向8車道，向東至包厘街，連接通往布魯克林區的威廉斯堡大橋。
德蘭西街一向以折扣服裝店著稱，街中知名場所包括：建於1929年的包厘舞廳、已於2004年關閉的拉特納猶太餐廳，以及從1940年起開門營業的埃塞克斯街市場。直至20世紀中葉，這條街都是下東區猶太人聚居區的一條主要購物街。自2000年代末期以來，德蘭西街附近的街區混雜了年輕白領、專業人士和藝術家，以及工人階級非裔、波多黎各裔、多明尼加裔和華裔美國人。士紳化爲街道帶來更爲高檔的零售及夜生活場所。
德蘭西街得名於曾出任英國殖民地紐約省首席按察司、副省長以及代理殖民地省長的詹姆斯·德蘭西，其農場曾位於現在的下東區。